# 대한민국 헌법 제32조
대한민국 헌법 제32조는 근로할 권리와 의무 등을 규정한 대한민국 헌법의 조항이다.

## 본문
① 모든 국민은 근로의 권리를 가진다. 국가는 사회적·경제적 방법으로 근로자의 고용의 증진과 적정임금의 보장에 노력하여야 하며, 법률이 정하는 바에 의하여 최저임금제를 시행하여야 한다.

② 모든 국민은 근로의 의무를 진다. 국가는 근로의 의무의 내용과 조건을 민주주의원칙에 따라 법률로 정한다.

③ 근로조건의 기준은 인간의 존엄성을 보장하도록 법률로 정한다.

④ 여자의 근로는 특별한 보호를 받으며, 고용·임금 및 근로조건에 있어서 부당한 차별을 받지 아니한다.

⑤ 연소자의 근로는 특별한 보호를 받는다.

⑥ 국가유공자·상이군경 및 전몰군경의 유가족은 법률이 정하는 바에 의하여 우선적으로 근로의 기회를 부여받는다.

## 판례
- 헌법 제32조 제1항이 규정하는 근로의 권리는 사회적 기본권으로서 국가에 대하여 직접 일자리를 청구하거나 일자리에 갈음하는 생계비의 지급청구권을 의미하는 것이 아니라 고용증진을 위한 사회적·경제적 정책을 요구할 수 있는 권리에 그치며, 근로의 권리로부터 국가에 대한 직접적인 직장존속 청구권이 도출되는 것도 아니다.[1]

## 참고문헌
- 송은희. (2024). 헌법재판소의 헌법 제32조 제3항 위헌심사에 대한 소고. 공법연구, 53(1), 303-328.
- 한광수. (2023). 헌법의 경제질서와 헌법 제32조 및 제33조에서의 근로자 개념의 재검토. 노동법학,(87), 143-197.
- 김해원. (2022). 국가보훈과 민주화운동관련자예우 - 헌법 제32조 제6항과 국회 및 지방의회의 대응을 중심으로 -. 법학연구, 63(1), 1-36.
- 장선미. (2021). 헌법 제32조의 근로의 권리를 통한 디지털 플랫폼 노동자 보호에 관한 연구. 법학논집, 25(4), 425-456.
- 양승광. (2018). 헌법상 근로권 체계의 재구성: 헌법 제32조 제2항 및 제3항의 재발견. 노동법연구,(44), 181-210.

## 같이 보기
- 대한민국 헌법 제2장